# Boletus sensibilis
La Boletus sensibilis es una especie de hongo de la familia Boletaceae. Fue descrita científicamente por primera vez por el micólogo estadounidense Charles Horton Peck en 1879. Esta especie es muy similar a otros dos hongos de tonalidad rojiza: Baorangia bicolor y Boletus pseudosensibilis.

## Descripción
Este hongo presenta un tallo de entre 5 y 13 cm de largo, y entre 2 y 3,5 cm de grosor. El estipe es casi redondo y posee una forma clásica de garrote. Su sombrero convexo mide entre 5 y 12 centímetros de diámetro, y se ensancha con la edad. El sombrero es de un rojo rosado sucio cuando es joven, desvaneciéndose a un tono canela rojizo al envejecer.
Quizás el rasgo más característico de este hongo sea su coloración azul casi instantánea al ser manipulado, lo que dio origen al nombre de la especie sensibilis, adaptado del latín para «sensible». Algunos describen su olor como un aroma similar al curry, aunque las descripciones sobre este olor varían. Algunos autores, como Michael Kuo, han comentado que el olor tipo curry no es un rasgo distintivo de Boletus sensibilis, ya que muchas colecciones de Baorangia bicolor también huelen de manera similar. No obstante, Kuo sugiere que existe cierta correlación entre el olor a curry y la reacción azul intensa:
«Puedo decir que no he encontrado que las variaciones en las características se correlacionen entre sí, con la posible excepción del olor a curry y las colecciones que se azulean con más facilidad, las cuales a menudo parecen ir de la mano (esto podría ayudar a explicar el fenómeno de etiquetar erróneamente como Boletus sensibilis cualquier espécimen que huela a curry).»
Este hongo es micorrízico con árboles de hoja caduca y suele encontrarse cerca de robles o hayas durante el verano y el otoño, al este de las Montañas Rocosas. Su esporada es de color oliva grisáceo.
Aunque comúnmente se le clasifica como venenoso, algunas fuentes de renombre, como mycoquebec.org, lo consideran un excelente comestible, calificándolo como “Très bon comestible” («Muy buen comestible»). No obstante, sigue siendo uno de los hongos menos bien tolerados. Cualquier consumo de este hongo debe ir precedido de una cocción prolongada de al menos 15 minutos a un mínimo de 95 °C durante todo ese tiempo.